# Rabbit Software
Rabbit Software è stata una casa di sviluppo software inglese, incentrata sulla produzione di videogiochi per gli home computer a 8 bit Commodore VIC-20, ZX Spectrum e Commodore 64 nella prima metà degli anni ottanta.
La confezione del software di Rabbit era leggermente diversa da quella delle altre aziende dell'epoca, poiché le audiocassette erano racchiuse in una scatola rossa esterna che le rendeva più appariscenti sugli scaffali dei negozi.
Rabbit andò in liquidazione nel luglio 1984.
L'etichetta fu poi rilevata e rivitalizzata dalla Virgin Games, che pubblicò i primi giochi a marchio Rabbit a costo medio-basso a ottobre 1985.

## Videogiochi

### Commodore 64
- Annihilator
- Centropods
- Cyclons
- Death Star
- Doriath
- Escape-MCP
- Galleons
- Graphics Editor
- Lancer Lords
- Monopole
- Murder
- Navarone
- Pakacuda
- Paratroopers
- Potty Painter in the Jungle
- Protector
- Skramble
- Stalag 1
- Supercuda
- The Colonel's House
- Trooper Truck

### VIC-20
- Alien Soccer
- Annihilator
- Anti-Matter Splatter
- Carrier Attack
- The Catch
- Centropods
- The Colonel's House
- Cosmic Battle
- Critters
- Cyclons
- Dam Busta
- Dune Buggy
- English Invaders
- Escape MCP
- Frogger
- Galactic Crossfire
- Grave robbers
- Hopper
- Jungle
- Krell
- Lunar Rescue
- Myriad
- Night Crawler
- Night-Flight
- Orbis
- Pakakuda
- Paratroopers
- Quackers
- Rabbit Chase
- Rabbit Writer
- Race Fun
- Ski-Run
- Skramble
- Space Phreeks
- Space Storm
- Superworm
- Tank-War

### ZX Spectrum
- The Birds
- Centropods
- Death Star
- Escape-MCP
- Frogger
- The Great Fire of London
- Lancer Lords
- Murder
- Pakacuda
- Paratroopers
- Phantasia
- Potty Painter
- Quackers
- Race Fun